# Chorągiew tatarska Aleksandra Kryczyńskiego

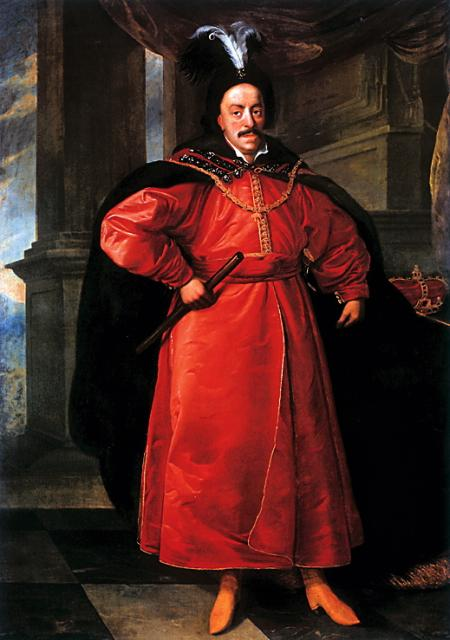
Po śmierci Jaremy Wiśniowieckiego to Jan II Kazimierz prowadził armię koronną przeciwko powstańcom kozackim.

Chorągiew tatarska Aleksandra Kryczyńskiego – chorągiew tatarska jazdy koronnej II połowy XVII wieku. 
Rotmistrzem chorągwi był Aleksander Kryczyński. Jej żołnierze brali udział w działaniach zbrojnych powstania Chmielnickiego 1648–1655.
Wchodziła w skład wojsk koronnych prowadzonych jesienią 1654 przez hetmanów Stanisława Potockiego i Stanisława Lanckorońskiego w działaniach zbrojnych wojny polsko-rosyjskiej. Wzięli udział w bitwie pod Ochmatowem.
W 1672 żołnierze chorągwi przeszli na stronę Turcji i sułtana Imperium osmańskiego Mehmeda IV.

## Bunt Tatarów w 1672
Pierwsze chorągwie tatarskie zaczęły porzucać swoje leża pod koniec 1671, jednak dopiero wiosną 1672 doszło do prawdziwego buntu jazdy tatarskiej, kiedy to na stronę turecką przeszło kilkunastu rotmistrzów tatarskich wraz ze swymi chorągwiami.
Byli to m.in.: Adamowicz, Aleksandrowicz, Murza Korycki, Samuel Krzeczowski, Adam Murawski, Dżafar Murawski, Hussejn Murawski, Samuel Murza, Samuel Sulimanowicz, Daniel Szabłowski, Lechtezar Szabłowski.
Wystąpieniem tym kierował rotmistrz Aleksander Kryczyński. Jako jeden z nielicznych do buntu nie przystąpił rotmistrz Krzysztof Szachmancer, który nakazał swym żołnierzom powrót do Ostroga. 

## Bejostwo barskie w 1673

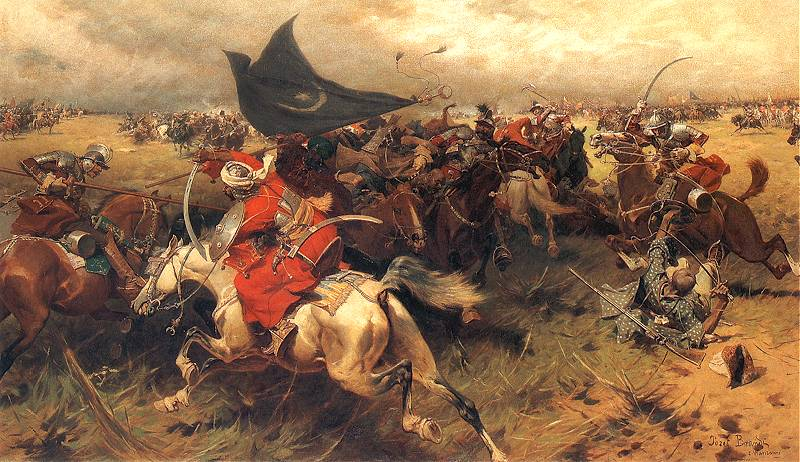
Józef Brandt, Walka o sztandar turecki

Kiedy armia koronna pod Janem Sobieskim wyruszyła pod Chocim, zaczął się propolski spisek rotmistrzów lipkowskich. W Barze wybuchły walki między Tatarami, w których to zamordowano samego beja barskiego Aleksandra Kryczyńskiego. Śmierć przywódcy nie załamała jednak protureckiego stronnictwa Tatarów.
Komendę nad zamkiem w Barze objął syn zamordowanego, który zamierzał kontynuować dzieło ojca. I faktycznie, gdy chorąży koronny Sieniawski dowiedział się o śmierci Kryczyńskiego, uderzył około 20 października 1673 na Bar z częścią zmierzającego pod Chocim wojska. Spotkał się tam ze zdeterminowaną obroną i na hetmański rozkaz odstąpił od oblężenia.
Bar pozostawał wciąż wierny Imperium osmańskiemu. Nominację na nowego beja barskiego otrzymał rotmistrz Hussejn Murawski, który utrzymał twierdzę jeszcze przez rok.
Wydarzenia te zostały artystycznie przetworzone w powieści Henryka Sienkiewicza Pan Wołodyjowski, w rzeczywistości miały mniej dramatyczny przebieg.